# Odile Rodin
Odile Rodin (rozená Odile Marie-Josèphe Léonie Bérard; 21. února 1937 – 12. prosince 2018) byla francouzská herečka a pátá manželka Porfiria Rubirosa. Umělecké jméno Odile Rodin přijala kvůli kráse svého těla s odkazem na francouzského sochaře Augusta Rodina.

## Život
Narodila se 21. února 1937 v Lyonu. Její otec i dědeček byli lékaři. Do Paříže přišla studovat na Conservatoire National d'Art Dramatique. Její kariéra herečky byla slibná, ale krátká. Zahrála si pouze ve dvou filmech. V roce 1955 natočil Marc Allégret film Futures vedettes a o rok později Sacha Guitry film If Paris Were Told to Us. V témže roce přijala divadelní roli Marinette ve hře Marcela Pagnola pojmenovanou Fabien.
V roce 1956 potkala Porfiria Rubirosa a ukončila hereckou kariéru. Začali se spolu věnovat společenským a diplomatickým aktivitám. Byli v Havaně během kubánské revoluce a stýkali se s Kennedyovými. Byla uváděna jako jedna z mnoha milenek Johna F. Kennedyho. Po smrti manžela v roce 1965 zmizela ze společnosti a odešla žít do brazilského Ria de Janeira. V roce 1973 se provdala za podnikatele Paula Marinha, s nímž se o několik let později rozvedla. Měla poměr s o šestnáct let starším Alexandrem Onassisem. Nakonec se znovu provdala, přestěhovala se do Nové Anglie a ztratila se z povědomí veřejnosti. Od roku 2006 údajně žila se svým třetím manželem v New Hampshire ve Spojených státech.
Zemřela na rakovinu ve věku 81 let v americkém New Hampshire .

## Filmografie
| Rok  | Název                    | Role                   |
| ---- | ------------------------ | ---------------------- |
| 1955 | Futures vedettes         | Erica                  |
| 1956 | If Paris Were Told to Us | La Princesse d'Essling |